# 김순권
김순권(金順權, 1945년 5월 1일 ~ )은 대한민국의 농학자이자 대학 교수이다. 옥수수 관련 연구와 슈퍼 옥수수로 유명하다. 아프리카에서의 옥수수 재배를 통한 기아 퇴치에 관한 공로를 인정받아 노벨 평화상 후보로 여러 번 추천되었으나 끝내 수상하지는 못했다.

## 생애
- 1945년 경상남도 울산군 강동면(現 울산광역시 북구)에서 7남매 중 막내로 출생. 아버지는 어부였으며 한때 경상남도 울산군 학성면에서 잠시 유아기를 보낸 적이 있고 1948년 이후 경상남도 울산에서 주로 성장하였음.
- 1964년 경상남도 울산농업고등학교를 나온 후 경상북도 대구 경북대학교 농학과에 입학.
- 1969년 경북대학교 농학과를 나온 후 농촌진흥청 작물시험장 농업연구사보가 됨
- 1971년 고려대학교 대학원에서 석사학위 취득
- 1973년 미국 하와이 주립대학교 대학원에서 옥수수 내병성육종에 관한 연구로 농학박사 학위 취득. 이 시기에 김순권은 병이 날 정도로 열심히 일했다.
- 1974년 귀국, 농촌진흥청 작물시험장 농업연구관으로 재직하면서 많은 옥수수 품종 연구. 그의 연구로 당시 농민들은 좋은 종의 옥수수를 재배하여 오토바이를 살 만큼 벌이가 좋아짐.
- 1979년 나이지리아에서 아프리카 국제열대농업연구소(IITA) 옥수수 육종연구관이 됨. 병충해에 강한 옥수수 종을 만들어내었음. 나이지리아 농민들의 벌이와 건강이 좋아짐.
- 1990년 미국 농학회 명예의원, 미국 작물학회 명예의원 취임
- 1995년 귀국, 경북대학교 농학과 교수, 경북대학교 국제농업연구소 소장 임명
- 1998년 국제옥수수재단 이사장, 북한옥수수심기범국민운동 상임공동대표 취임
- 1999년 대한적십자사 대북사업 자문위원 취임
- 2000년 남북이산가족교류협의회 자문위원 취임

## 수상내역
- 1975년: KBS 해방둥이 생활수기 공모 특별상
- 1977년: 녹조근정 훈장 수상 (대통령)- 수원 19호 개발, 농업연구 장려상
- 1978년: 우수공무원상 (농촌진흥청장상), 농업 연구상 수상 (농수산부 장관) - 수원 19호 개발 및 종자생산
- 1979년: 강원도지사 제2녹색혁명 성취 감사패
- 1982년: 대통령 해외봉사상 수상
- 1986년: 국제농업 연구대상 수상 (벨기에 국왕), 국제기술 개발상 수상 (이탈리아)
- 1988년: 미국 동서문화센터(EWC) 우수동창상
- 1992년: 나이지리아 명예추장(마에군: 가난한 자를 배불리 먹인 자)
- 1993년: KBS 제1회 해외동포상(산업기술분야)수상
- 1994년: 경북대학교 자랑스런 동창상 수상
- 1995년: 나이지리아 제2의 명예추장 (자군몰루):위대한 승리자, 나이지리아 옥수수협회 우수연구상, 스위스/나이지리아 종자회(UT Seeds) 연구상, 아프리카 국가연합(OAU) 연구상
- 1996년: 제6회 일가상 농업부문 수상, 국회 과학기술연구회 제1회 과학기술인 상
- 1997년: 미국 하와이 주립대학교 대학원 우수동문상 수상, 사단법인 광록회 광록인상 (광주), 대구시민대상
- 1998년: 만해사상실천선양회 만해평화상, 미국 하와이주 의회 수여 하와이대학교 우수동문상 수상, 홍콩 아시아 혁신상 은상 수상
- 2000년 동경 창조상) 동경 패션 협회, 올해를 빛낸 한국인
- 1992년, 1993년, 1997년: 노벨 평화상 추천(나이지리아 포함 아프리카, 아시아국 등 대한민국 국회 및 국제기구
- 1995년, 1996년: 노벨 생리학·의학상 추천(하와이 대학교, un-fao, 대한민국 국회 등)
- 2001년: 일본 NHK 아시아의 인물
- 2003년: 영국 21세기 2000명의 과학자, 영국 IBC 국제명예훈장, 미국 국제작물육종가상
- 2011년: SDPS학회 평생공로상

## 저서
- 《검은 대륙의 옥수수 추장》, 1998년
- 《하루하루가 기적이다》, 2014년

## 전기
- 우리시대 인물《옥수수 박사 김순권》/우리교육

## 같이 보기
- 국제옥수수재단